# Industrifonden
Industrifonden är en svensk investerare av riskkapital i tillväxtbolag inom teknik och livsvetenskap.

## Historia
Stiftelsen Industrifonden grundades av staten 1979 för att främja industriell utveckling i Sverige och arbetade med finansieringar av stora industriprojekt. Efter Sveriges inträde i EU år 1995 ändrades inriktningen och Industrifonden fick möjlighet att gå in som delägare i små och medelstora företag genom investeringar med riskkapital. (Förordning (1996:880) om finansiering genom stiftelsen Industrifonden)

## Investeringar
Industrifonden är en evig-fond om 5 miljarder kronor (31 dec 2017). Fonden har gjort över 1000 investeringar och har i snitt 50 aktiva innehav vid ett givet tillfälle.
Industrifonden investerar i tillväxtbolag främst inom sektorerna teknik och livsvetenskap, till exempel medicinsk teknik, läkemedel, IT, internet och industriell teknik.